# Mesonemoura metafiligera
Mesonemoura metafiligera är en bäcksländeart som först beskrevs av Aubert 1967.  Mesonemoura metafiligera ingår i släktet Mesonemoura och familjen kryssbäcksländor. Inga underarter finns listade i Catalogue of Life.